# 木门会议旧址
木门会议旧址位於四川省旺蒼縣木門鎮柳树村，原建筑为木门寺，1933年6月底红四方面军在此召开为期6天的木门会议。1988年5月在保持寺庙格局的基础上建成木门会议会址陈列馆。1991年公佈為四川省第三批文物保護單位。2019年公布为第八批全国重点文物保护单位。